# Lutas nos Jogos Pan-Americanos de 1995
As competições de luta olímpica nos Jogos Pan-Americanos de 1995 foram realizadas em Mar del Plata, na Argentina. Foram disputados eventos de luta livre e luta greco-romana. 

## Medalhistas
Livre masculina
| Evento              | Ouro                      | Prata                          | Bronze                          |
| ------------------- | ------------------------- | ------------------------------ | ------------------------------- |
| Até 48 kg detalhes  | Alexis Vila ( CUB )       | Paul Ragusa ( CAN )            | Tim Vanni ( USA )               |
| Até 52 kg detalhes  | Zeke Jones ( USA )        | Carlos Varela González ( CUB ) | Tam Selwyn ( CAN )              |
| Até 57 kg detalhes  | Terry Brands ( USA )      | Robert Dawson ( CAN )          | Alejandro Puerto Díaz ( CUB )   |
| Até 62 kg detalhes  | Tom Brands ( USA )        | Anibal Nieves ( PUR )          | Carlos Julian Ortíz ( CUB )     |
| Até 68 kg detalhes  | Townsend Saunders ( USA ) | Craig Roberts ( CAN )          | Jesús Eugenio Rodríguez ( CUB ) |
| Até 74 kg detalhes  | Alberto Rodríguez ( CUB ) | David Hohl ( CAN )             | David Schultz ( USA )           |
| Até 82 kg detalhes  | Kevin Jackson ( USA )     | Luis Varela ( VEN )            | Ariel Ramos ( CUB )             |
| Até 90 kg detalhes  | Melvin Douglas ( USA )    | Evelio Suárez ( VEN )          | Miguel Molina ( CUB )           |
| Até 100 kg detalhes | Wilfredo Morales ( CUB )  | Mark Kerr ( USA )              | Gavin Carrow ( CAN )            |
| Até 130 kg detalhes | Bruce Baumgartner ( USA ) | Ángel Anaya ( CUB )            | Andy Borodow ( CAN )            |

Greco-romana masculina
| Evento              | Ouro                         | Prata                   | Bronze                           |
| ------------------- | ---------------------------- | ----------------------- | -------------------------------- |
| Até 48 kg detalhes  | Muhajid Maynard ( USA )      | Enrique Aguilar ( MEX ) | Wilber Sánchez ( CUB )           |
| Até 52 kg detalhes  | Raúl Martínez Aleman ( CUB ) | Shawn Sheldon ( USA )   | Joel Medina ( VEN )              |
| Até 57 kg detalhes  | Dennis Hall ( USA )          | William Lara ( CUB )    | Armando Fernández García ( MEX ) |
| Até 62 kg detalhes  | Juan Luis Marén ( CUB )      | Winston Santos ( VEN )  | David Zuniga ( USA )             |
| Até 68 kg detalhes  | Liubal Colas ( CUB )         | Andrew Seras ( USA )    | Juan Díaz ( VEN )                |
| Até 74 kg detalhes  | Filiberto Azcuy ( CUB )      | Nestor García ( VEN )   | Gordi Morgan ( USA )             |
| Até 82 kg detalhes  | Alexei Banes ( CUB )         | José Betancourt ( PUR ) | Dan Henderson ( USA )            |
| Até 90 kg detalhes  | Reynaldo Peña ( CUB )        | Michael Foy ( USA )     | Mario Alberto González ( MEX )   |
| Até 100 kg detalhes | Héctor Milian ( CUB )        | Jerry Jackson ( USA )   | Emilio Suárez ( VEN )            |
| Até 130 kg detalhes | Matt Ghaffari ( USA )        | Edwin Millet ( PUR )    | Andrew Borodow ( CAN )           |

## Quadro de medalhas
| Posição | Nação              |    |    |    | Total |
| ------- | ------------------ | -- | -- | -- | ----- |
| 1       | USA Estados Unidos | 10 | 5  | 5  | 20    |
| 2       | CUB Cuba           | 10 | 3  | 6  | 19    |
| 3       | CAN Canadá         | 0  | 4  | 4  | 8     |
| 4       | VEN Venezuela      | 0  | 4  | 3  | 7     |
| 5       | PUR Porto Rico     | 0  | 3  | 0  | 3     |
| 6       | MEX México         | 0  | 1  | 2  | 3     |
| Total   | Total              | 20 | 20 | 20 | 60    |

## Ligação externa
- Dados na foeldeak.com